# Исмений Младший
Исмений Младший (др.-греч. Ίσμηνίας) — представитель влиятельной фиванской семьи, член посольства в Персии в 368/7 г. до н. э.
Исмений Младший принадлежал к влиятельной фиванской семье, известной своими контактами с персами. Его отец носил то же имя и являлся одним из инициаторов Коринфской войны 395—387 годов до н. э., а впоследствии был казнён по обвинению в мидизме.
Поэтому, как отметил Э. В. Рунг, не случайно Исмений Младший стал одним из членов греческого посольства, пребывавшего в Сузах в 368/7 г. до н. э. для обсуждения с Артаксерксом II условий нового всеобщего мира в Элладе. Кроме его соотечественника, знаменитого военачальника Пелопида, в это время при дворе персидского царя находились афиняне Тимагор и Леонт, аркадянин Антиох, элеец Архидам. Согласно рассказам Плутарха и Элиана, во время приёма Исмений, сняв с руки перстень, незаметно бросил себе под ноги, а затем нагнулся и поднял. Присутствовавшие царедворцы посчитали, что фиванец совершил положенный по дворцовому этикету земной поклон. «Таким образом Исмений сделал вид, что соблюдает персидский обычай, и вместе с тем не совершил ничего постыдного для эллина.» По мнению Э. В. Рунга, одной из причин поддержки Артаксерксом интересов Фив было дипломатическое искусство их послов.
Сыном Исмения Младшего был Фессалиск, который вместе с другими членами греческой миссии к Дарию III был схвачен воинами Александра Македонского в 333 году до н. э. после разгрома персов в сражении при Иссе.